# Альпийская таксообразная гончая
Альпийская таксообразная гончая (нем. alpenländische dachsbracke) — малораспространённая порода охотничьих собак. Выведена в середине XIX века в Австрии. Используется для охоты на подраненных оленей, кабанов, зайцев, лис. Признана Международной кинологической федерацией (FCI) в 1975 году. До этого имела официальное признание только в самой Австрии, там порода получила его в 1932 году.
Считается, что эта порода была выведена на основе региональных австрийских гончих путем прилива к ней кровей стандартной (большой) таксы.
В XIX веке порода была весьма популярна у аристократии и правящего дома Австрии. Так, в 1881 и 1885 годах собаки этой породы были включены в охотничью экспедицию наследного принца Рудольфа.
На данный момент порода признана следующими кинологическими федерациями: FCI, ARPI, NKC, CKC, ACR, ACA, DRA.
Другое название породы — альпийский таксообразный бракк.

## Внешний вид
Альпийская таксообразная гончая — это небольшая коренастая собака с выраженно растянутым форматом корпуса и удлинённой головой. В отличие от такс, имеет прямой постав конечностей.
Голова посажена высоко, глаза крупные и округлые. Морда сильно вытянутая, мочка носа крупная, с залысиной на спинке носа.
Уши большие, свисающие, кончик скруглён.
Шея крепкая, средней длины, имеет украшающие кожистые складки, холка хорошо выражена.
Спина прямая, круп не выражен. Живот сухой, подтянутый.
Хвост высоко посажен, имеет саблевидную форму. У основания выраженно более толстый, к концу сужается.
Конечности короткие, сильные, прямые, поставлены параллельно корпусу.
Лапа крупная, с плотно собранными пальцами.
Шерсть плотная, очень густая, ость жёсткая. На животе, шее и хвосте, а также на задних лапах шерсть более длинная и образует заметные очёсы.
Окрас: чёрно-подпалый, шоколадно-подпалый, а также все оттенки рыжего и коричневого.
Высота в холке — 34—42 см. Идеальным считается рост кобелей 37—38 см, сук — 36—37 см. Вес — 15—18 кг.

## Темперамент и поведение
Собаки этой породы обладают уравновешенным, самостоятельным характером. Не имеют склонности к агрессии, но и не являются сильно контактными с людьми.
Как правило, преданы одному человеку, но с остальными членами семьи хорошо находят общий язык.
При обучении и дрессировке демонстрируют высокий интеллект, но могут проявлять упрямство.
Собак этой породы не рекомендуется заводить начинающим собаководам.
Обладают энергичным темпераментом, в период взросления эти собаки нуждаются в активных играх.

## Содержание и уход
Собаки этой породы не прихотливы в содержании, но их жёсткая шерсть нуждается в вычёсывании. Делать это стоит не часто, примерно 2-3 раза в месяц.
В силу строения ушных раковин эти собаки склонны к развитию ушных инфекций, поэтому нуждаются в регулярной чистке и осмотре ушей.
Из-за вытянутого формата корпуса таксообразные гончие, также как и одни из их прародителей таксы, склонны к проблемам со спиной и заболеваниям позвоночника. При выращивании щенков этой породы в корм необходимо добавлять минеральные кальциевые добавки. Прыжки и перемещения по лестнице стоит ограничивать до полного взросления собаки.

## Применение
Собаки этой породы традиционно использовались в качестве охотничьих, в частности гончая по «холодному» (старому) следу. Выводилась в первую очередь для охоты на среднюю дичь, в особенности лис и зайцев.
В настоящее время основное применение остается таким же. Также собак этой породы используют в качестве животного-компаньона и для занятий некоторыми видами спорта с собаками.